# Campeonato Peruano de Fútbol de 1947
El Campeonato Peruano de Fútbol de 1947, denominado como «XXXI Campeonato de Selección y Competencia», fue la edición número 31 de la Primera División del Perú y contó con la participación de 8 equipos. El campeón fue Atlético Chalaco.
No hubo descenso al ser aprobado oficialmente por el Comité Nacional de Deportes el 3 de diciembre de 1947, luego de finalizado el torneo. 
El goleador fue Valeriano López de Sport Boys con 20 tantos conseguidos. 
Atlético Chalaco clasificó al Campeonato Sudamericano de Campeones pero desistió de participar dejando su lugar al subcampeón Deportivo Municipal.

## Formato
El torneo se jugó a tres ruedas en sistema de todos contra todos y se otorgaba tres puntos por partido ganado, dos puntos por partido empatado y un punto por partido perdido. G: 3, E: 2, P: 1, walkover: 0.

## Ascensos y descensos
| Posición | Ascendido de Segunda División 1946 |
| -------- | ---------------------------------- |
| 1º       | Ciclista Lima                      |

| Posición | Descendido de Primera División 1946 |
| -------- | ----------------------------------- |
| 8º       | Centro Iqueño                       |

## Equipos participantes
| Club                | Ciudad | Entrenador        |
| ------------------- | ------ | ----------------- |
| Alianza Lima        | Lima   | Adelfo Magallanes |
| Atlético Chalaco    | Callao | José Arana        |
| Ciclista Lima       | Lima   |                   |
| Deportivo Municipal | Lima   | Juan Valdivieso   |
| Sport Boys          | Callao | Enrique Aróstegui |
| Sporting Tabaco     | Lima   | Rodolfo Ortega    |
| Mariscal Sucre      | Lima   | Randolph Galloway |
| Universitario       | Lima   | Arturo Fernández  |

## Tabla de posiciones
| Pos. | Club                | PJ | PG | PE | PP | GF | GC | DG  | Pts. |
| ---- | ------------------- | -- | -- | -- | -- | -- | -- | --- | ---- |
| 1    | Atlético Chalaco    | 21 | 10 | 7  | 4  | 40 | 29 | +11 | 27   |
| 2    | Deportivo Municipal | 21 | 10 | 5  | 6  | 56 | 36 | +20 | 25   |
| 3    | Sport Boys          | 21 | 8  | 7  | 6  | 39 | 26 | +13 | 23   |
| 4    | Ciclista Lima       | 21 | 8  | 4  | 9  | 39 | 45 | -6  | 20   |
| 5    | Alianza Lima        | 21 | 7  | 6  | 8  | 41 | 49 | -8  | 20   |
| 6    | Mariscal Sucre      | 21 | 8  | 3  | 10 | 28 | 43 | -15 | 19   |
| 7    | Sporting Tabaco     | 21 | 7  | 3  | 11 | 45 | 51 | -6  | 17   |
| 8    | Universitario       | 21 | 7  | 3  | 11 | 30 | 39 | -9  | 17   |

|  | Campeón |

## Campeón
|                            |
| Campeón                    |
| Atlético Chalaco 2° título |
|                            |

## Resultados

### Fecha 1 a la 14
| Local \ Visitante   | ALI | CHA | CIC | MUN | SBA | TAB | SUC | UNI |
| ------------------- | --- | --- | --- | --- | --- | --- | --- | --- |
| Alianza Lima        |     | 3–5 | 2–1 | 1–5 | 2–2 | 3–3 | 1–0 | 4–0 |
| Atlético Chalaco    | 3–0 |     | 2–2 | 2–2 | 2–2 | 4–2 | 3–1 | 0–1 |
| Ciclista Lima       | 2–2 | 0–2 |     | 6–4 | 2–1 | 3–2 | 4–0 | 3–2 |
| Deportivo Municipal | 1–1 | 1–1 | 6–0 |     | 1–1 | 2–1 | 0–1 | 3–1 |
| Sport Boys          | 4–1 | 1–2 | 3–3 | 3–2 |     | 0–2 | 0–1 | 4–1 |
| Sporting Tabaco     | 2–3 | 2–3 | 2–0 | 0–4 | 0–3 |     | 6–1 | 0–4 |
| Sucre               | 4–1 | 2–1 | 0–2 | 4–2 | 0–4 | 4–4 |     | 2–0 |
| Universitario       | 3–4 | 1–0 | 3–2 | 3–5 | 1–3 | 4–2 | 0–1 |     |

### Fecha 15 a la 21
| Local \ Visitante   | ALI | CHA | CIC | MUN | SBA | TAB | SUC | UNI |
| ------------------- | --- | --- | --- | --- | --- | --- | --- | --- |
| Alianza Lima        |     |     | 2–1 |     | 2–2 | 4–2 |     |     |
| Atlético Chalaco    | 2–1 |     | 4–3 |     |     | 2–2 | 0–0 |     |
| Ciclista Lima       |     |     |     | 0–5 |     | 4–1 |     |     |
| Deportivo Municipal | 4–2 | 1–2 |     |     |     |     | 4–1 | 2–2 |
| Sport Boys          |     | 2–0 | 0–0 | 0–1 |     |     | 3–1 |     |
| Sporting Tabaco     |     |     |     | 4–1 | 1–0 |     |     | 1–0 |
| Sucre               | 1–1 |     | 2–0 |     |     | 2–6 |     | 0–1 |
| Universitario       | 2–1 | 0–0 | 0–1 |     | 1–1 |     |     |     |

## Polémica
El campeonato no tuvo descenso, pero aún persiste una polémica por el partido extra que no se disputó: el encuentro entre Sporting Tabaco y Universitario para definir cuál salvaba la categoría, ya que ambos equipos terminaron en los últimos lugares de la tabla general.

«Habíamos quedado en último lugar de la tabla, empatados con el Sporting Tabaco en puntaje. Según el reglamento se tenía que definir la pérdida de categoría en un cotejo extra para determinar cuál de los dos bajaba. Un encuentro que nunca se jugó por la 'buena muñeca' de nuestros dirigentes. Era preferible pasar por una transitoria vergüenza que arriesgar en un choque que era de mucho peligro. Así transcurrió mi primera temporada en el fútbol grande»
Toto Terry, jugador de Universitario en 1947.

Vale destacar que en octubre de 1947, las autoridades deportivas habrían propuesto ampliar la cantidad de equipos para el torneo de 1948 a 10, sin embargo el campeonato continuaba desarrollándose con las bases regulares, es decir un descenso y ascenso. Posteriormente, el Comité Nacional de Deportes aprobó oficialmente la anulación de la baja un mes después de terminado el torneo regular de 1947 (3 diciembre), y con el encuentro pendiente entre Tabaco y Universitario; ello generó polémica.

Respecto a la situación de Tabaco y Universitario nos da su opinión el joven delantero de Sucre.

—«Me parece que debe jugarse el descenso de categoría entre los dos últimos. Este año no es justo ya, que se modifiquen los estatutos que hay al respecto debe bajar el último y subir el campeón de segunda. Una nueva reglamentación cabe sólo para el próximo año. Después de todo no es tan oprobioso el salir último en un campeonato, máxime cuando los jugadores del equipo han cumplido con lealtad y pundonor y a la medida de sus posibilidades y recursos. Si la 'U' baja todos sus parciales y la afición en general lo sentirán naturalmente, sobre todo, por el veterano Lolo, pero qué se hace. El deporte es así y… ¡paciencia!»
Jorge Caso Benites, jugador de Sucre en 1947.

Se estableció, asimismo, que el torneo de 1948 tendría 9 equipos y no 10, que supondría equipos pares y respetaba las programaciones en doblete. Debido a esta decisión, Unión Callao y Santiago Barranco, que empataron en el segundo puesto de la Segunda División 1947 detrás del campeón Jorge Chávez del Callao, tampoco jugaron el desempate por un segundo cupo al ascenso.

## Máximos goleadores
| Jugador         | Equipo                    | Goles |
| --------------- | ------------------------- | ----- |
| Valeriano López | Sport Boys                | 20    |
| Jorge Alcalde   | Deportivo Municipal       | 16    |
| Félix Mina      | Atlético Chalaco          | 16    |
| Lolo Fernández  | Universitario de Deportes | 14    |
| Máximo Mosquera | Deportivo Municipal       | 14    |
| Óscar Herrera   | Alianza Lima              | 14    |